# Violão de sete cordas

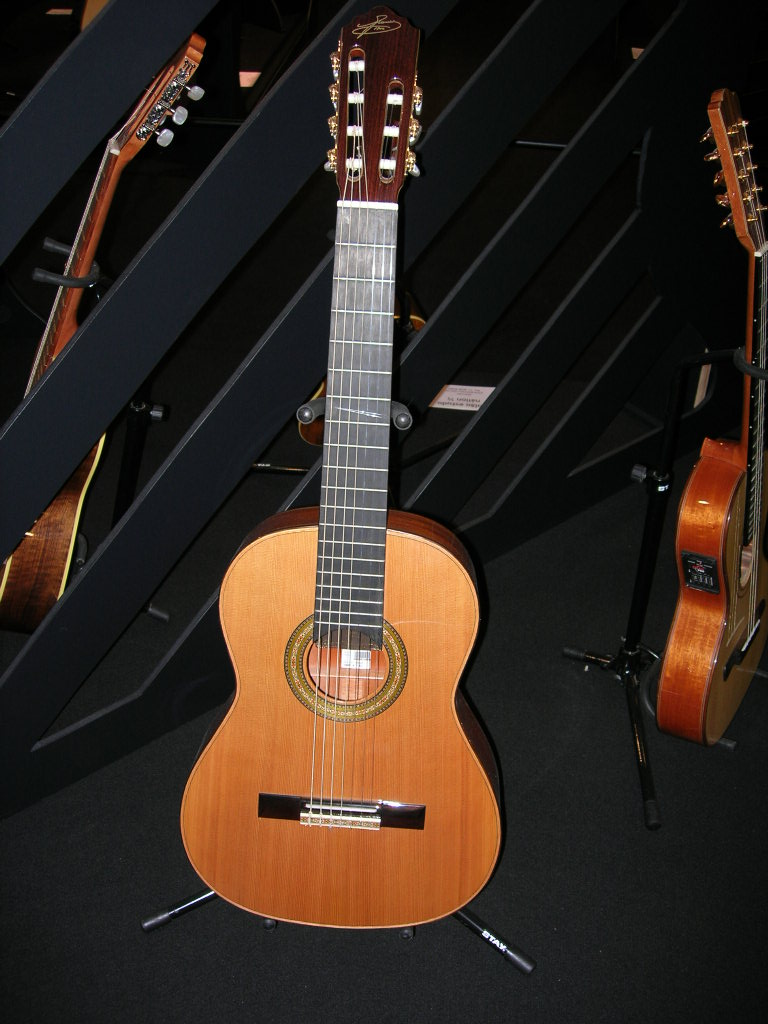
Modelo brasileiro de um violão de sete cordas.

Violão de sete cordas é um instrumento musical, consistindo de uma alteração do violão tradicional (com seis cordas) ao adicionar uma corda, mais grave que as demais. Originalmente, a corda adicionada era uma de violoncelo, afinada em dó, e necessitava o uso de uma dedeira no polegar. Mais tarde começou-se a usar uma corda grave, afinada em si ou em lá, feita como as demais cordas graves (bordões) do violão. Muitos violonistas utilizam, no choro, a sétima corda afinada em dó visto que existem muitos choros na tonalidade de dó e poucos em si. Assim um bordão com essa nota em corda solta facilitaria bastante a montagem de acordes e o desenvolvimento de frases na baixaria.

## Designs e/ou Modelos

### Modelo Brasileiro
O violão de sete cordas brasileiro é um violão usado principalmente no choro e no samba. Foi introduzido no Brasil no final do Século XIX como um violão de corda de aço. O estilo da técnica de contraponto e acompanhamento de "baixaria" foi desenvolvido ao longo do Século XX, especialmente por Dino 7 Cordas, Raphael Rabello e Ventura Ramirez. No início dos anos 80, o guitarrista Luiz Otavio Braga fez uma versão de cordas de nylon, e isso se tornou a norma para a maioria dos músicos contemporâneos de choro, como Yamandu Costa.
O violão de sete cordas brasileiro é tipicamente afinado como um violão clássico, mas com um C adicional abaixo do E baixo.
Segundo Raphael Rabello: "No estilo choro, o violão caracteriza-se por frases de contraponto geralmente em escala descendente, utilizando-se somente as cordas graves. Daí o nome baixaria. Tute sentia necessidade de algumas notas mais graves, daí a ideia de colocar uma corda a mais nos bordões." É bom ressaltar que a baixaria do sete-cordas dá à música um sentido de continuidade, caracterizado pela presença de contracantos com a melodia.

### Modelo Russo

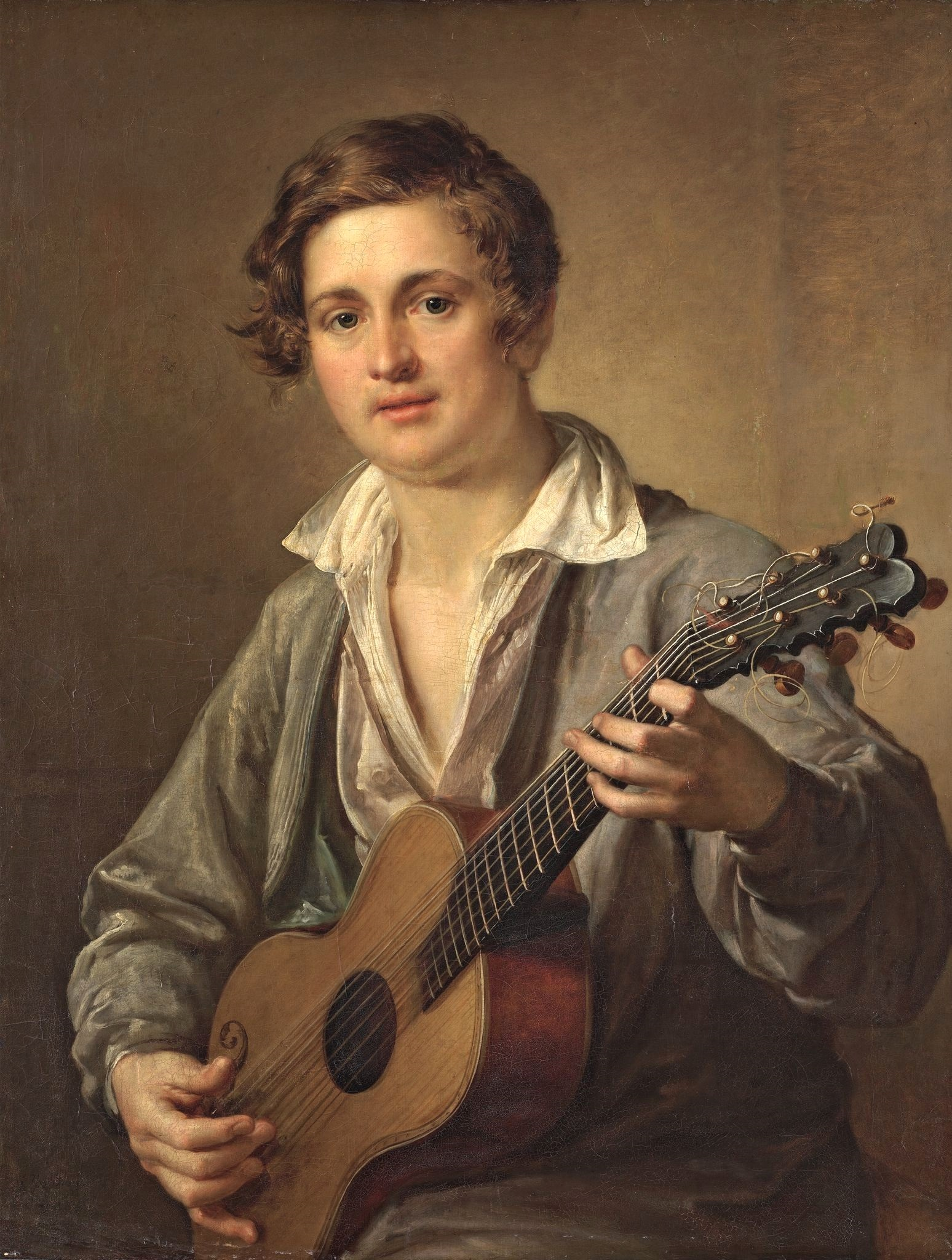
Violão de sete cordas russo

O violão ou cigano russo é um violão de sete cordas afinado ao afinamento G aberto (DGBDGBD), [5] que chegou ou foi desenvolvido no início do século XIX na Rússia, possivelmente como um desenvolvimento do Cistre, do kobza e do torban. É conhecido na Rússia como o semistrunnaya gitara (семиструнная гитара) ou carinhosamente como o semistrunka (семиструнка).
Sua invenção foi popularizada por Andrei Sychra, que também escreveu um método para violão, além de mais de mil composições, das quais setenta e cinco foram republicadas na década de 1840 por Stellovsky e, novamente, na década de 1880 por Gutheil.

### Guitarra Séptima Mexicana

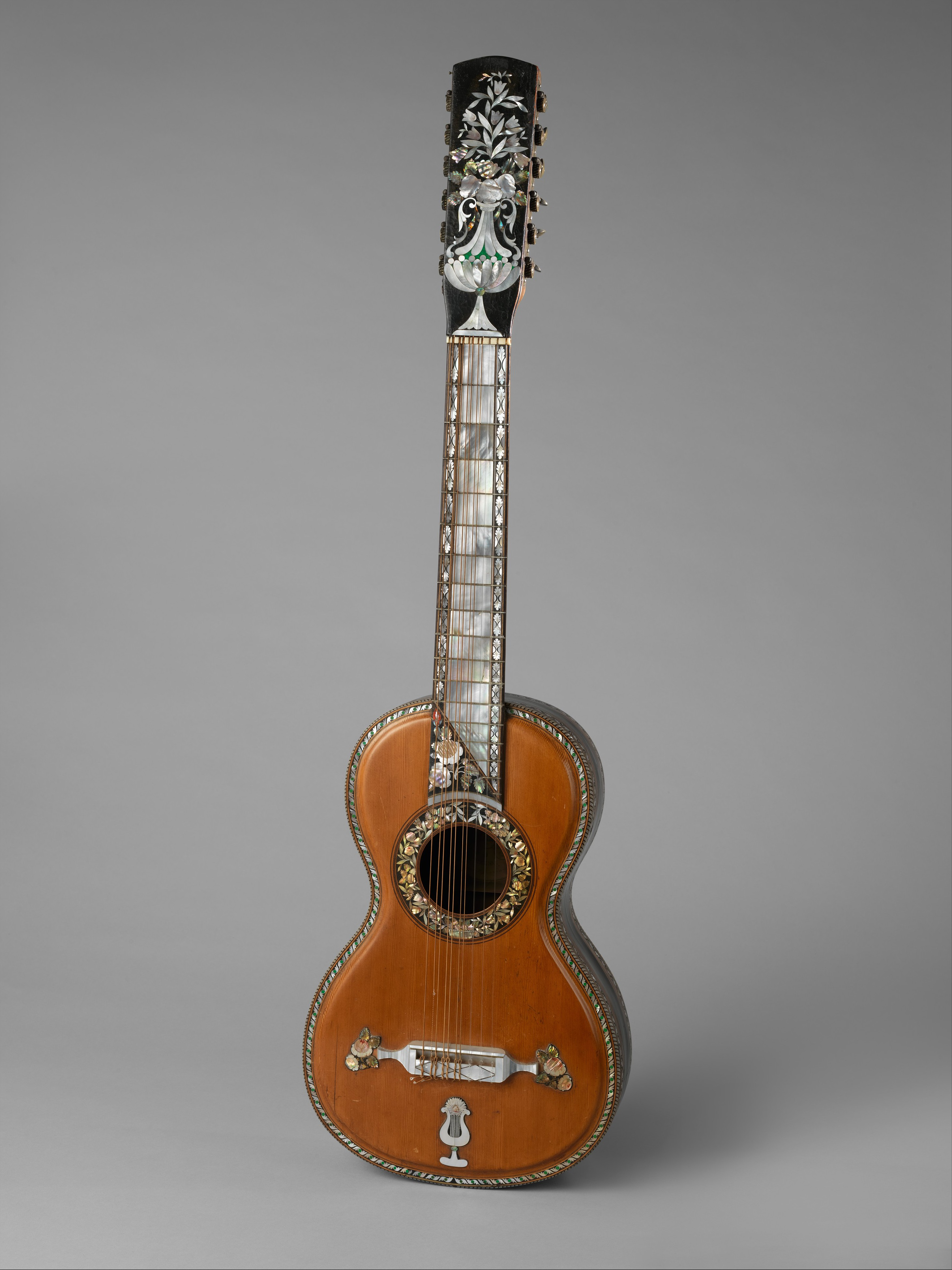
Guitarra séptima

Há um violão de sete ordens de cordas (encordoamento duplo), totalizando 14 cordas, conhecido como guitarra séptima. O instrumento ainda é tocado no México, embora tenha se tornado incomum.

## Guitarra elétrica de 7 cordas

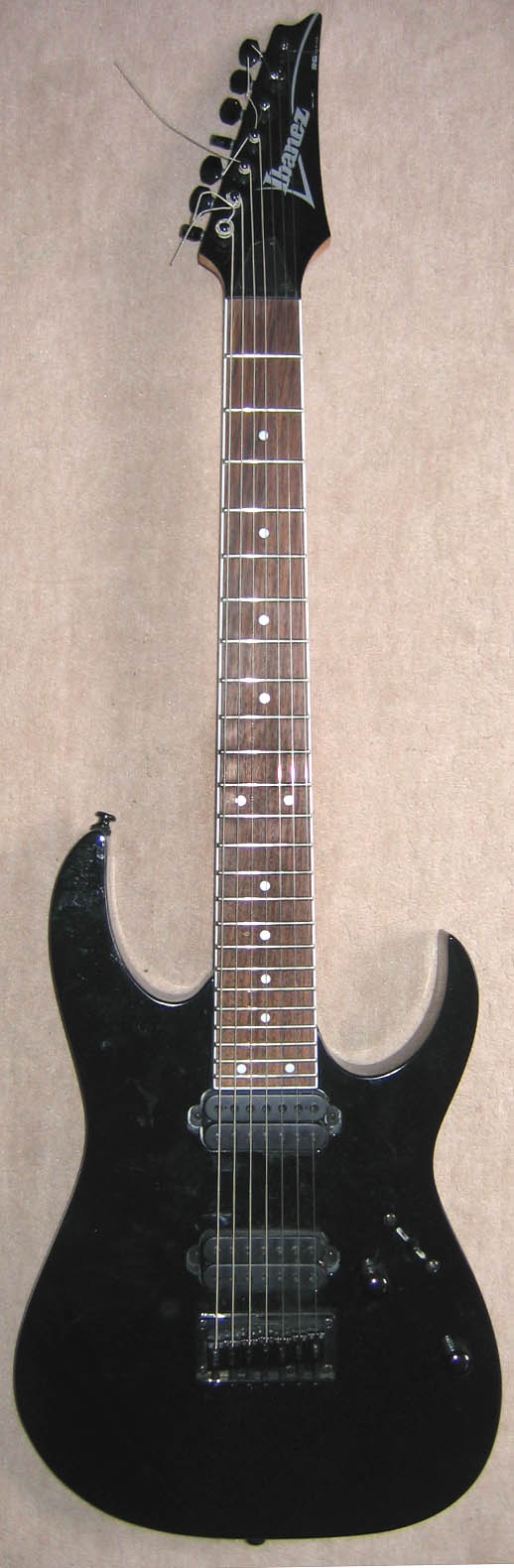
Guitarra elétrica de 7 cordas de corpo sólido modelo Ibanez RG7321BK

Considera-se que o modelo Van Eps da Epiphone Guitars, desenhada especialmente para o guitarrista de jazz George Van Eps é a primeira guitarra elétrica de sete cordas de produção regular. A Epiphone Guitars projetou esta guitarra no final dos anos 1930 e uma assinatura Gretsch de sete cordas no final dos anos 60 e início dos anos 70.
As primeiras guitarras elétricas de sete cordas, porém, foram construídas nos estilos de arco "hollowbody" ou "semi-oco", onde a guitarra tem uma câmara de ressonante central, ou um bloco central com câmaras ressonantes nas laterais. Isso deu ao violão a lentidão, respiração e riqueza escuras que está associada ao tom tradicional de "jazz", mas também tornou propenso a feedback em volumes elevados, tornando-o problemático para tocar guitarra rock.
Vários outros começaram a usar guitarras de sete cordas depois de Van Eps, incluindo Bucky Pizzarelli, Howard Alden, Ron Eschete, Chance Russell, e John Pizzarelli. Lenny Breau também usou sete instrumentos de corda, mas enquanto os outros tocadores todos usavam instrumentos com uma corda de baixo adicionada, Breau tinha pelo menos um instrumento em que a sétima corda era uma corda de agudos adicionada.

### Guitarra-elétrica de sete cordas de corpo sólido
O primeiro modelo de guitarra de sete cordas de corpo sólido produzido em massa foi o Ibanez UV7 como um modelo de assinatura para o guitarrista virtuoso Steve Vai. Vai foi atraído para a ideia por muitas das mesmas razões que os músicos clássicos e de jazz de sete cordas foram - o alcance estendido que a corda adicional oferecia. Após a experimentação inicial com um A alto, um baixo B foi adicionado como o alto A provou ser muito propenso a quebrar. Vai começou a turnê com o Whitesnake com um protótipo de sete cordas, e depois usou as guitarras para seu lançamento em 1990 Passion & Warfare.
A guitarra de sete cordas tornou-se proeminente quando a banda Korn apresentou guitarras Ibanez Universe em seu álbum de estreia de 1994 . Durante a década de 1990, os fabricantes de 7 cordas incluíram a subsidiária da Fender, Squier, e a subsidiária da Gibson, a Epiphone.

## Guitarra semi-acustica de sete cordas
Guitarras semiacústicas de sete cordas foram usadas pelo guitarrista de jazz Ralph Patt depois que ele começou a explorar a sintonia de terços principais em 1964. A sintonia de Patt é um ajuste regular, no sentido de que todos os intervalos entre suas sucessivas cordas abertas são grandes terços; em contraste, o ajuste padrão da guitarra tem um terço maior em meio a quatro quartos. A sintonia de terços maiores tem um escopo menor do que o ajuste padrão da guitarra, e assim Patt começou a usar guitarras de sete cordas, o que permitiu que a sintonia de terços principais tivesse a gama E-e' da sintonia padrão. Ele experimentou pela primeira vez com uma guitarra de manga de pescoço largo da década de 1920, que ele modificou para ter sete cordas em 1963. Em 1967, ele comprou uma série de sete cordas de José Rubio.